# قوبوقیراق

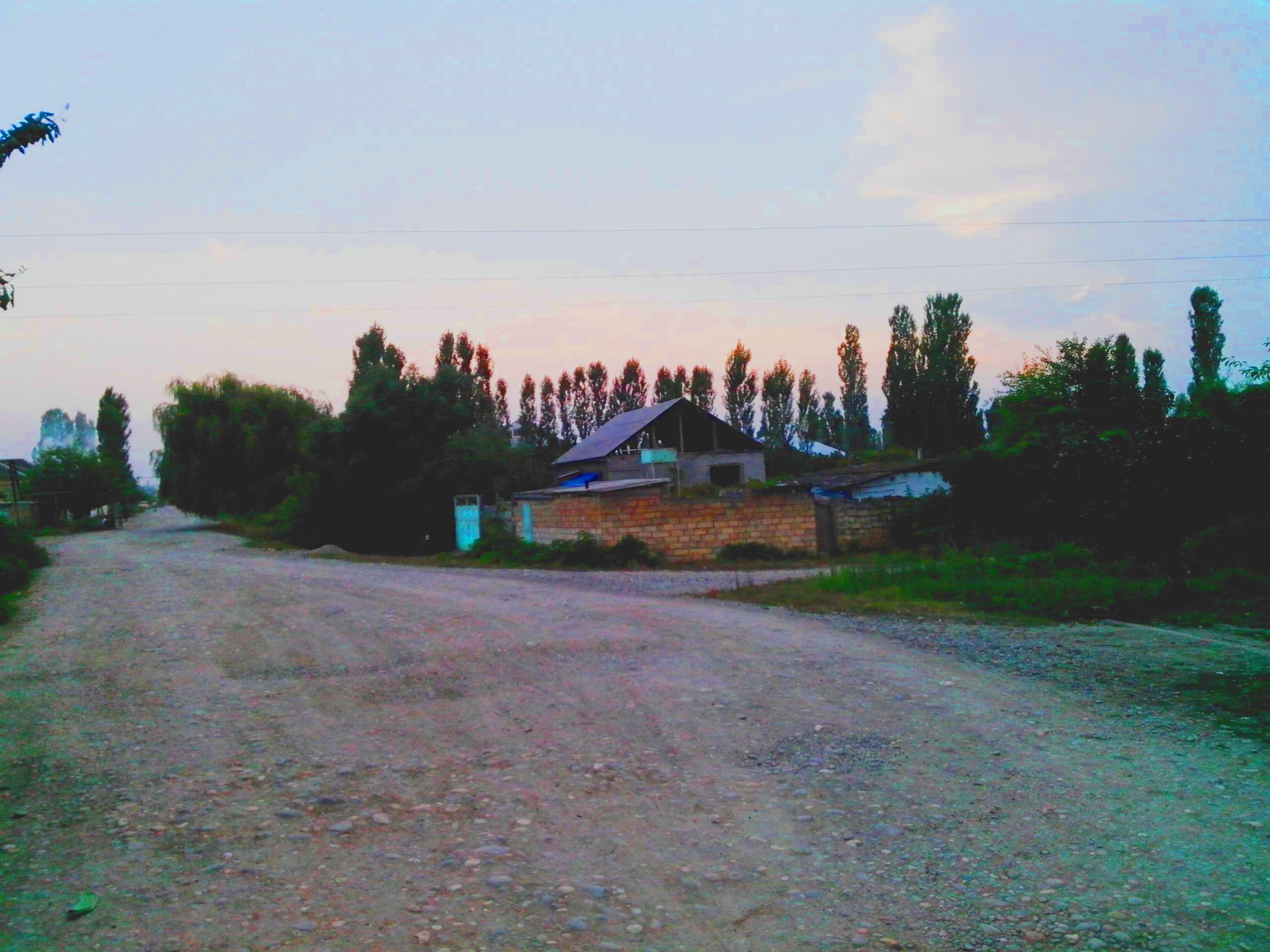
قوبوقیراق

قوبوقیراق (به لاتین: Qobuqıraq) یک منطقه مسکونی در جمهوری آذربایجان است که در شهرستان خاچماز واقع شده‌است. قوبوقیراق ۱۲۱۴ نفر جمعیت دارد.

## دین
در مسجد جامع این روستا یک هیئت مذهبی وجود دارد.